# Pargny-les-Bois
Pargny-les-Bois – miejscowość i gmina we Francji, w regionie Hauts-de-France, w departamencie Aisne.
Według danych na styczeń 2014 roku gminę zamieszkiwało 136 osób, a gęstość zaludnienia wynosiła 19,6 osób/km².